# Istanbul International Jazz Festival
Das Istanbul International Jazz Festival ist ein seit 1994 jährlich im Juli in Istanbul stattfindendes internationales  Musikfestival. Es wird von der Istanbul Foundation of Culture and Arts organisiert und gilt als eines der führenden europäischen Jazzfestivals.
Die Auftrittsorte sind über die Stadt verstreut, dazu gehören das Hagia Irene Museum, das Sakıp Sabancı Museum, das Istanbul Modern und andere Museen, die Parkorman Freilichtbühne, Restaurants, verschiedene Botschaften wie der deutsche Botschaftspark in Tarabya, das österreichische und italienische Kulturzentrum, der Garten des niederländischen Konsulats und die Cemal Reşit Rey Konzerthalle. Als Festival im Festival finden Konzerte im Tünel-Viertel statt.

## Geschichte
Die Idee für das Festival entstand nach dem Chick-Corea-Konzert 1984 bei dem seit 1973 bestehenden Istanbul Festival (heute Istanbul International Music Festival), dem weitere Jazzereignisse auf dem Festival folgten. 1986 war Jazz ständiger Bestandteil und 1994 entstand das Festival unter eigenem Namen, wobei neben Jazz auch Blues, Rock, World Music, Hip-Hop, Blues, Soul, Reggae, Folk, New Age und andere populäre Musikrichtungen vertreten sind.
Auf dem Festival traten unter anderem Keith Jarrett (1996, 2012) und Miles Davis (1988), Jan Garbarek, Ornette Coleman, Stan Getz, das Modern Jazz Quartet, Brad Mehldau, Ray Charles, Wynton Marsalis, The Manhattan Transfer, Bobby McFerrin, Pat Metheny, Charlie Haden, Dizzy Gillespie, Dianne Reeves, Dee Dee Bridgewater, Carmen Souza, Melody Gardot und David Sanborn auf. Auch türkische Jazzmusiker wie Okay Temiz, Maffy Falay, Kerem Görsev, Ayşe Tütüncü oder Oğuz Büyükberber wurden auf dem Festival präsentiert. Daneben waren Musiker aus anderen Genres wie unter anderem Leonard Cohen, Patti Smith, Eric Clapton, Suzanne Vega, Grace Jones, Loreena McKennitt, Bryan Ferry, Lou Reed, Simply Red, Marianne Faithfull und Alicia Keys zu erleben.
Das früher vorwiegend mit Sponsorengeldern einer türkischen Großbank finanzierte Istanbuler Jazzfestival ist oft für türkische Normalverdiener fast unerschwinglich. Während große Namen wie Diana Krall auf der großen Open-Air-Bühne des Cemil Topuzlu Theaters schon im Voraus ausverkauft waren, hatten einheimische Bands wie HiJazz im Vorprogramm des Pianisten Ahmad Jamal es schwer beim Publikum.

## Mit dem Festival verbundene Auszeichnungen

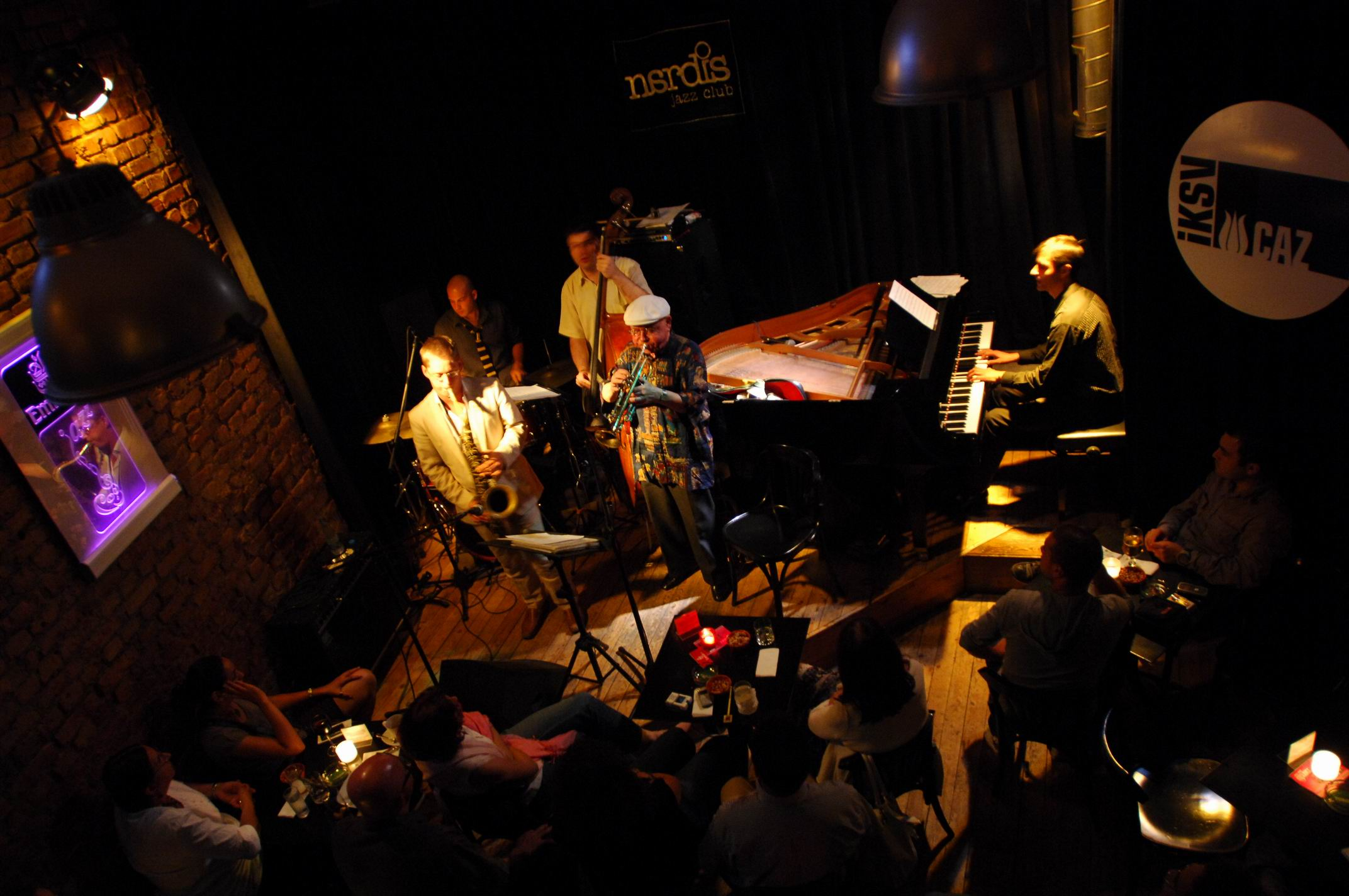
Maffy Falay und seine Band beim Istanbul International Jazz Festival 2008

Den folgend genannten Persönlichkeiten hat die Istanbul Foundation for Culture and Arts auf dem Festival für ihre Verdienste für den Jazz in der Türkei den Lifetime Achievement Award verliehen:
- 2002 – Ahmet Ertegün
- 2003 – Arif Mardin
- 2004 – Süheyl Denizci
- 2005 – Ahmet Muvaffak Falay
- 2006 – Cüneyt Sermet
- 2006 – Selçuk Sun
- 2007 – Ayten Alpman
- 2008 – Tuna Ötenel
- 2009 – İlhan Mimaroğlu
- 2010 – Hülya Tunçağ
- 2011 – Okay Temiz
- 2012 – Neşet Ruacan
- 2013 – Hasan Kocamaz und Durul Gence
- 2014 – (nicht verliehen)
- 2015 – Emin Fındıkoğlu
- 2016 – Özdemir Erdoğan
- 2017 – Fatih Erkoç
- 2018 – Nezih Yeşilnil
- 2019 – Ömür Göksel
- 2020 – Barbaros Erköse
- 2021 – Tülay German
- 2022 – Hayati Kafe
- 2023 – Can Kozlu
- 2024 – Nino Varon, Nilüfer Verdi